# Cephalotes chacmul
Cephalotes chacmul är en myrart som beskrevs av Roy R. Snelling 1999. Cephalotes chacmul ingår i släktet Cephalotes och familjen myror. Inga underarter finns listade.